# باستر ويلسون
باستر ويلسون (بالإنجليزية: Buster Wilson)‏ هو عازف بيانو أمريكي، ولد في 18 أغسطس 1897 في أتلانتا في الولايات المتحدة، وتوفي في 23 أكتوبر 1949.

## وصلات خارجية
- باستر ويلسون على موقع ميوزك برينز (الإنجليزية)
- باستر ويلسون على موقع أول ميوزيك (الإنجليزية)
- باستر ويلسون على موقع ديسكوغز (الإنجليزية)